# Taunusturm
TaunusTurm (originalmente conocido como Kaiserkarree) es el nombre de un complejo de dos edificios, un rascacielos de oficinas de 170 metros de altura y un edificio residencial de 63 metros de altura, situado en Fráncfort del Meno, Alemania. El complejo está situado en el distrito financiero de Fráncfort, Bankenviertel, en la esquina de Neue Mainzer Straße y Taunustor. La parcela bordea un parque llamado Taunusanlage, que le dio su nombre a la torre (el Taunus es una cadena montañosa al norte de Fráncfort). Los edificios fueron diseñados por el estudio de arquitectura Gruber + Kleine-Kraneburg. La promotora del proyecto es la inmobiliaria Tishman Speyer, que también construyó la Messeturm y la Opernturm en la ciudad. La construcción empezó en abril de 2011 y los primeros inquilinos se trasladaron al edificio en febrero de 2014.

## Historia
En 1998 el Ayuntamiento de Fráncfort aprobó un nuevo plan de urbanismo que determinó donde se podían construir nuevos rascacielos en la ciudad. Una de las localizaciones aprobadas fue la parcela propiedad de Commerzbank y Rheinhyp en Taunustor, en pleno corazón del distrito financiero de Fráncfort. El plan contemplaba un rascacielos de 135 metros de altura en la parcela, llamada Kaiserkarree. En 2000 el estudio Gruber + Kleine-Kraneburg ganó el concurso de arquitectura para la torre, pero el proyecto se ralentizó tras el estallido de la burbuja punto com en 2000 y los atentados del 11 de septiembre de 2001. Mientras tanto, el Rheinhyp pasó a formar parte del banco Eurohypo y se trasladó a Eschborn, por lo que Commerzbank asumió la responsabilidad sobre la parcela.
En 2007 Commerzbank anunció que quería vender la parcela porque no tenía necesidad de emplearla para uso propio. A finales de ese mismo año Tishman Speyer y Commerz Real compraron la parcela y dijeron que construirían la torre sin cambios respecto al diseño previo. Se acordó con el Ayuntamiento de Fráncfort que una parte de la torre se usaría para apartamentos. La demolición de los edificios presentes en la parcela iba a empezar en primavera de 2008 pero fue retrasada debido a que Tishman Speyer anunció inesperadamente que había cambiado el proyecto de la torre: en lugar de una torre ancha cambiaron el diseño a dos torres, una de 160 metros de altura y otra de 60 metros, por tanto con una separación clara entre las oficinas y las viviendas.
Tishman Speyer solicitó la licencia de obras en 2010 y empezó la demolición pero poco después las obras se detuvieron de nuevo debido a que el principal inquilino de la torre de oficinas (según se rumoreaba Clifford Chance) canceló las negociaciones. Tishman Speyer anunció entonces que las torres, ahora llamadas Taunusturm, no se construirían en un futuro cercano.
En enero de 2011 continuaron las obras de demolición y Tishman Speyer presentó oficialmente el diseño final de las torres, de nuevo de Gruber + Kleine-Kraneburg, con 170 y 60 metros de altura. La construcción de las torres empezó en abril de 2011 y finalizó a tiempo para abrir sus puertas en febrero de 2014.

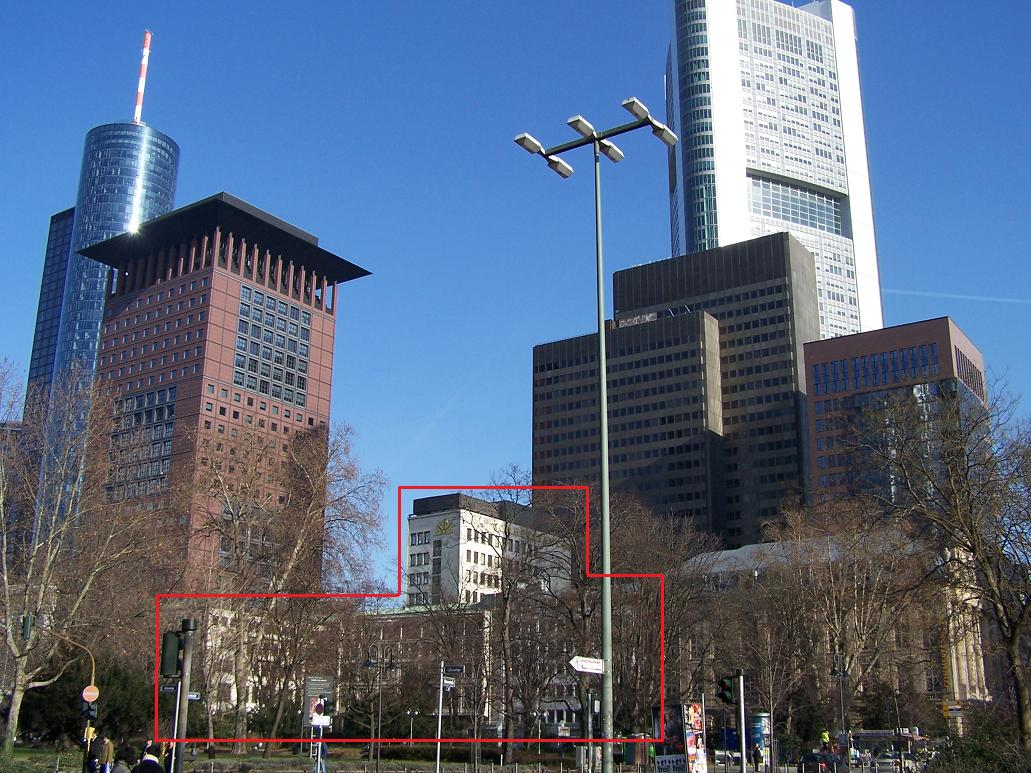
Antiguos edificios (2008), demolidos en 2011.
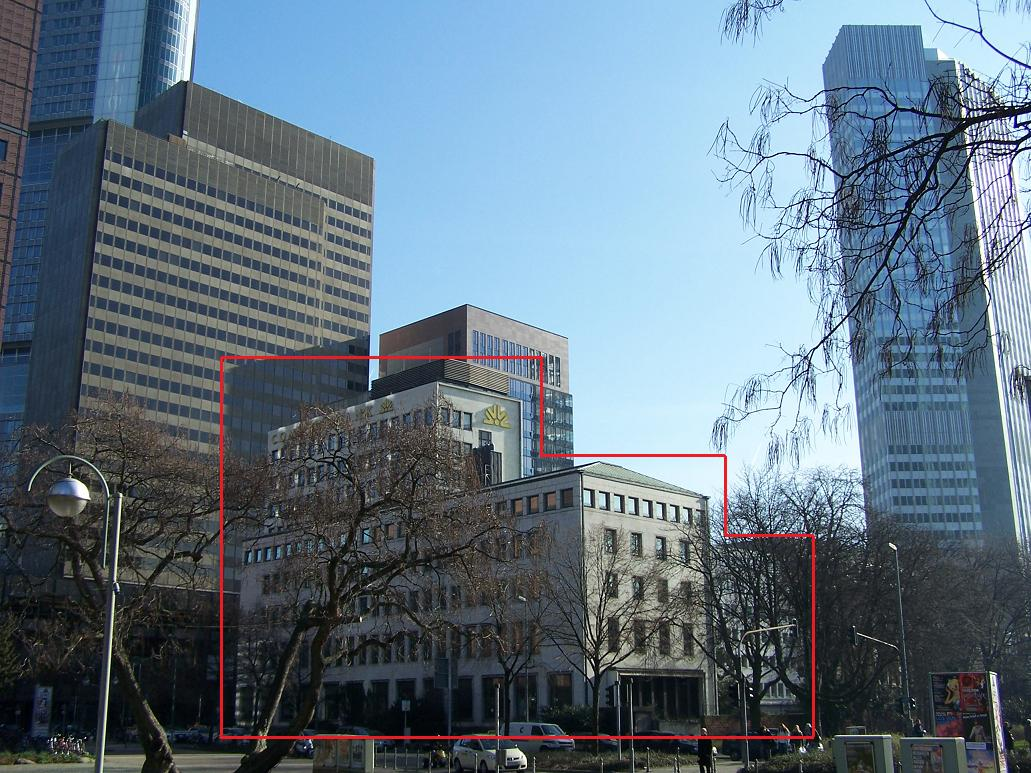
Antiguos edificios (2008), demolidos en 2011.
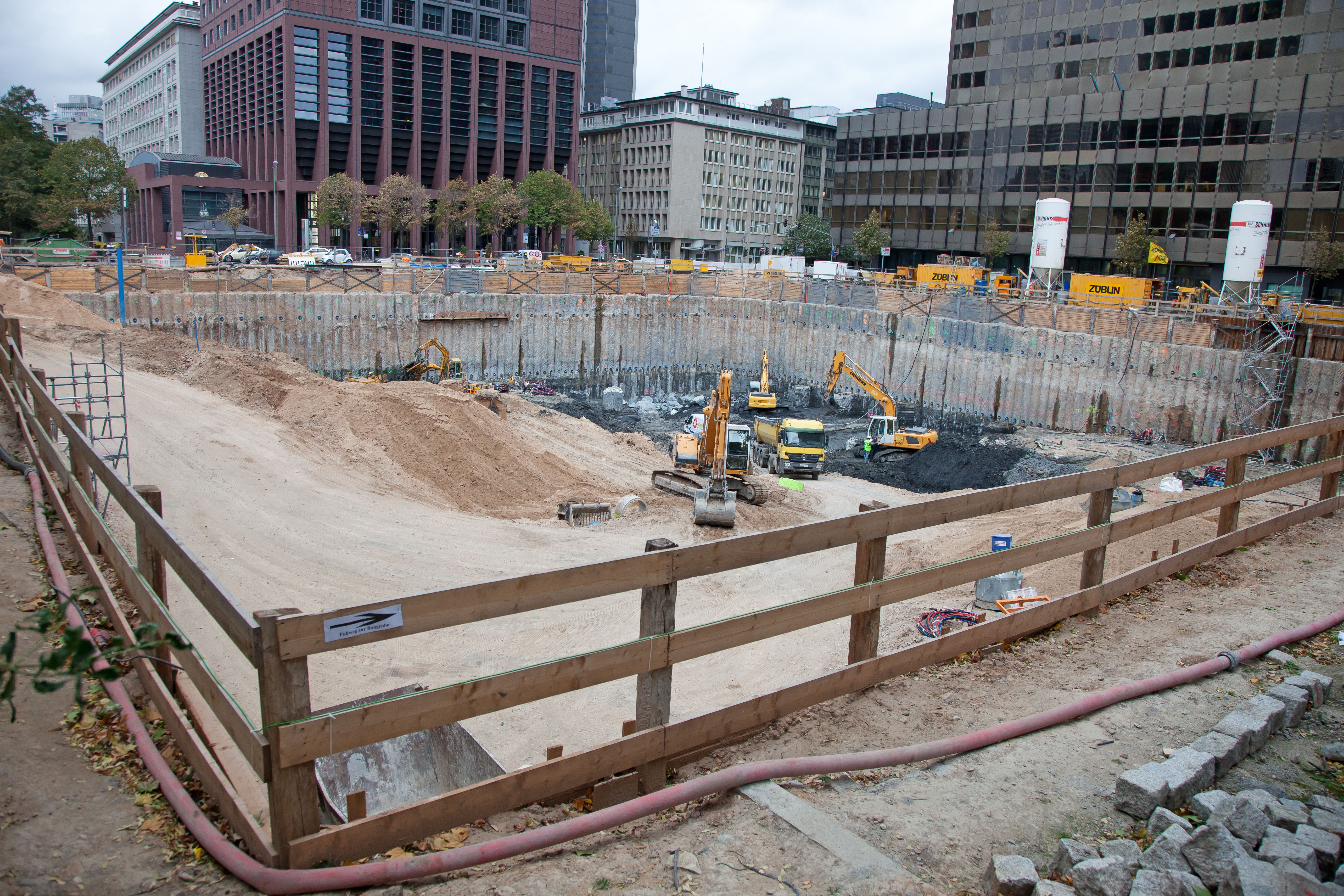
Las obras en octubre de 2011.
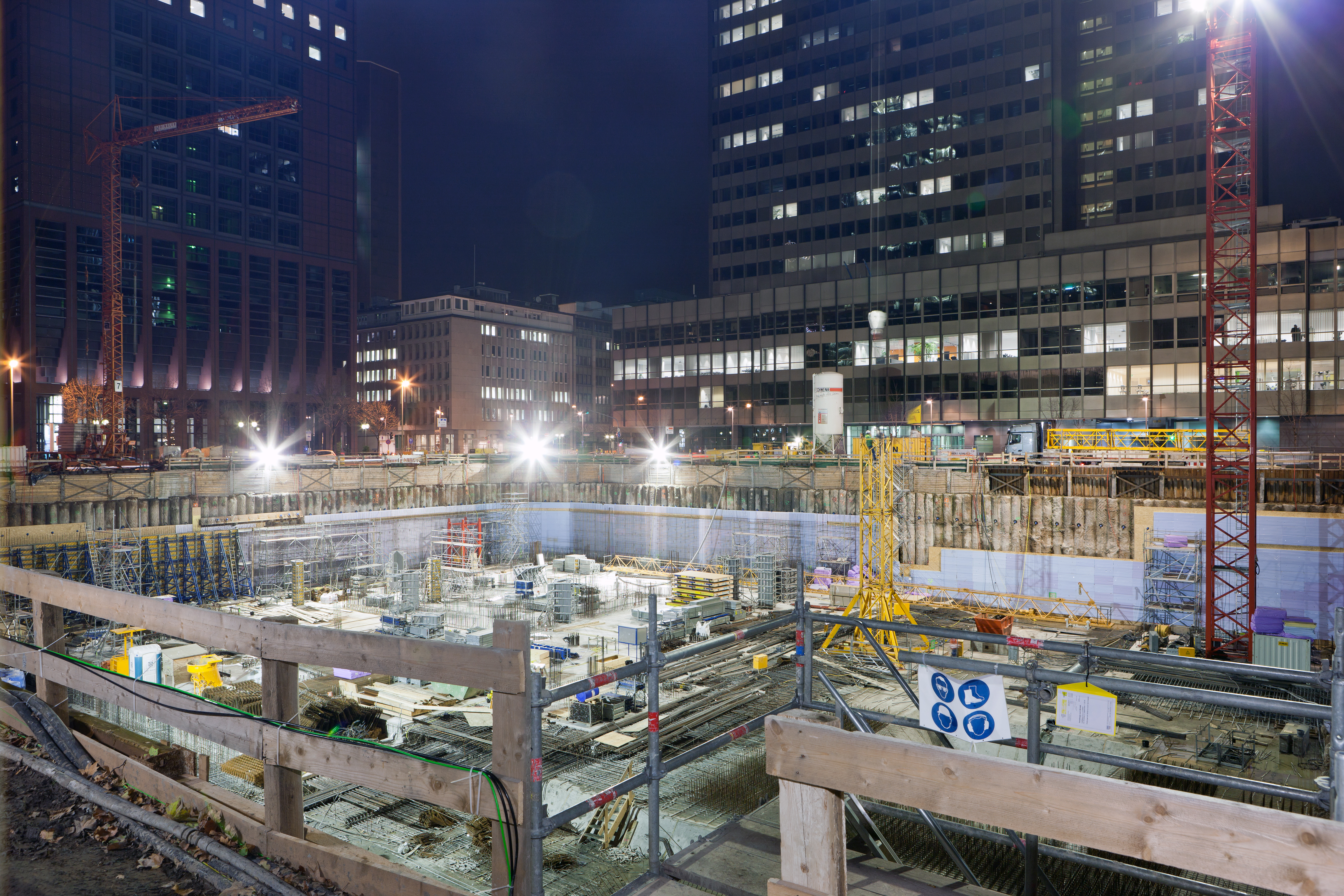
Las obras en diciembre de 2011.
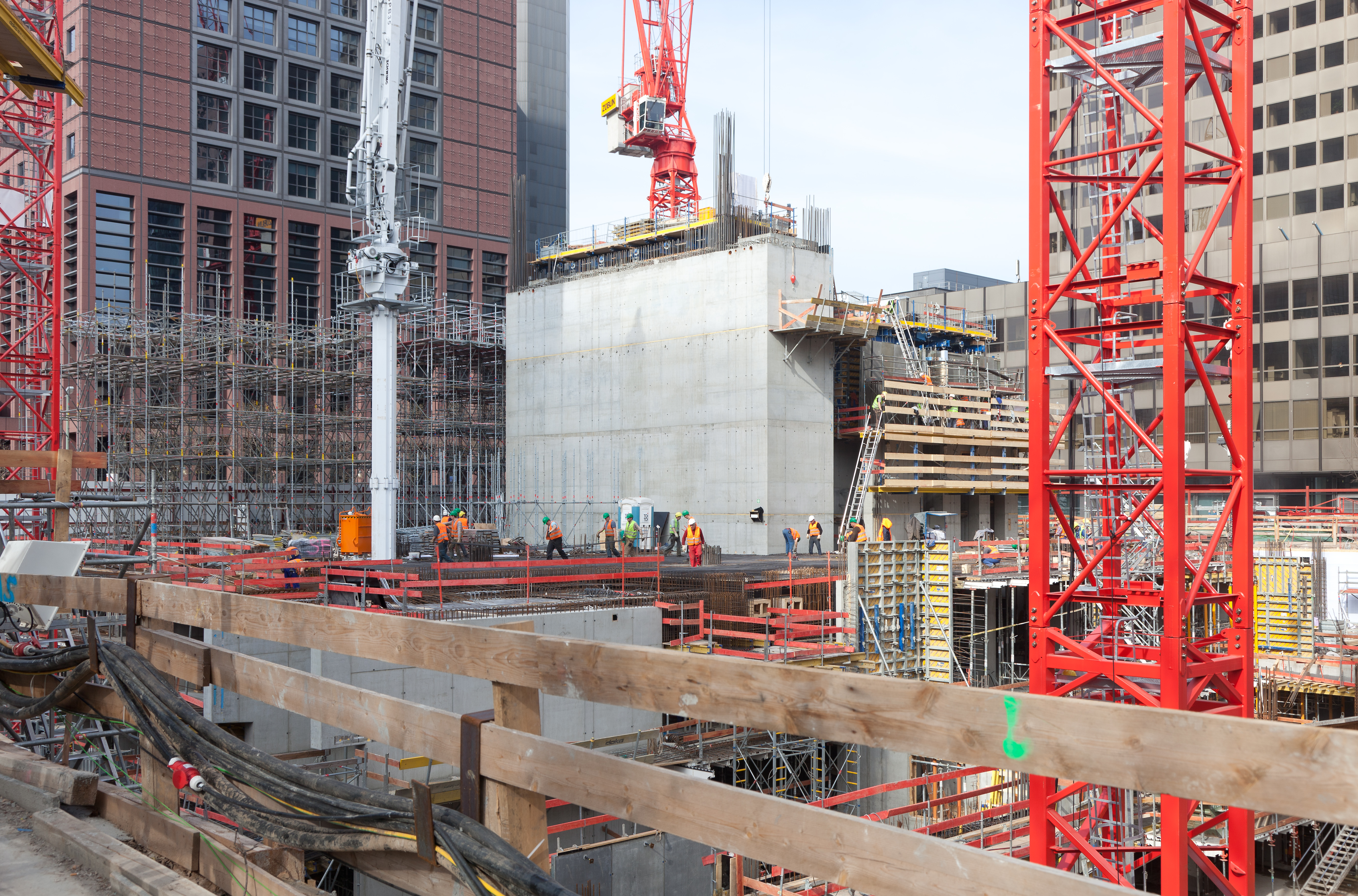
Las obras en marzo de 2012.
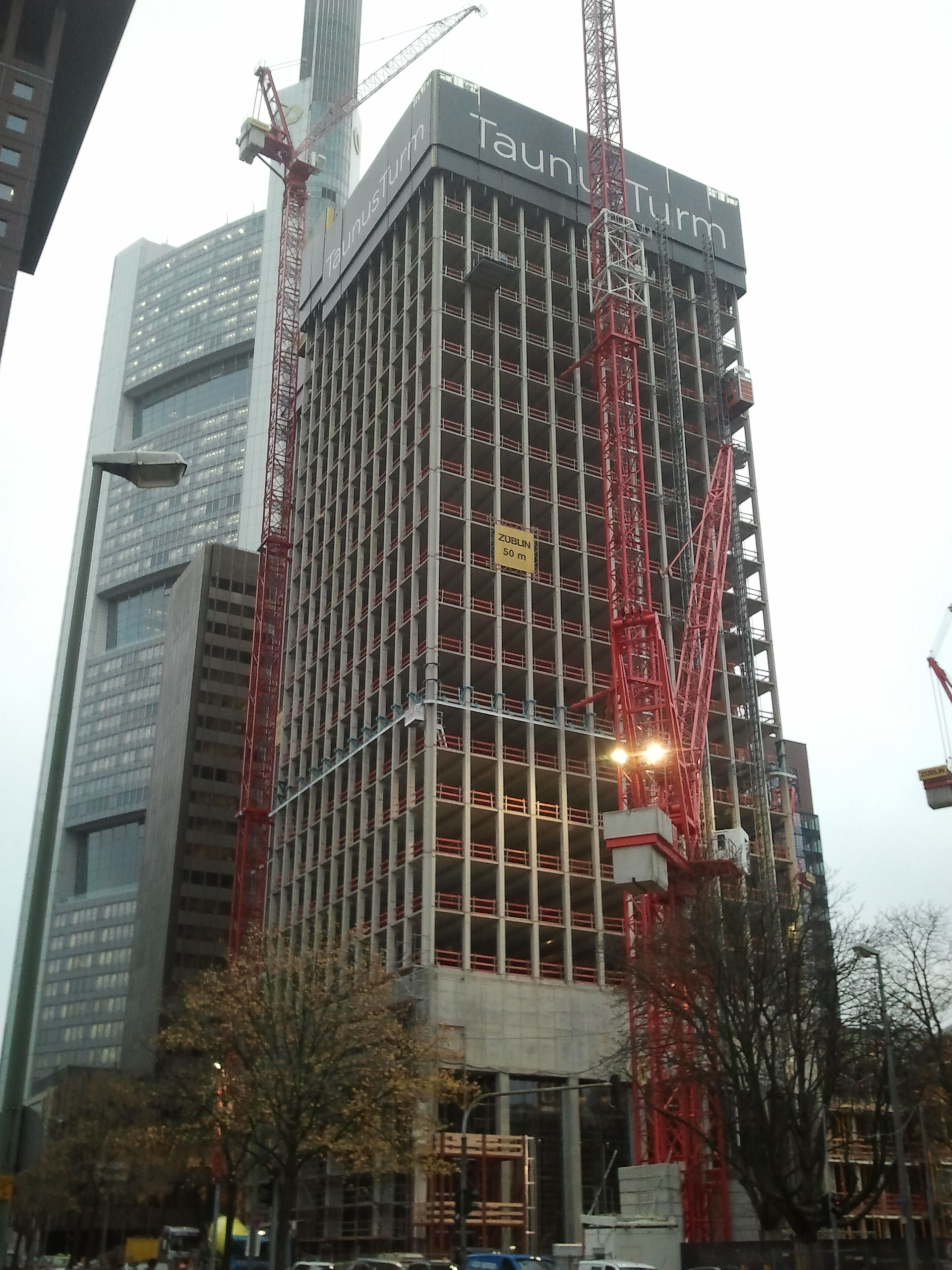
Las obras en noviembre de 2012.
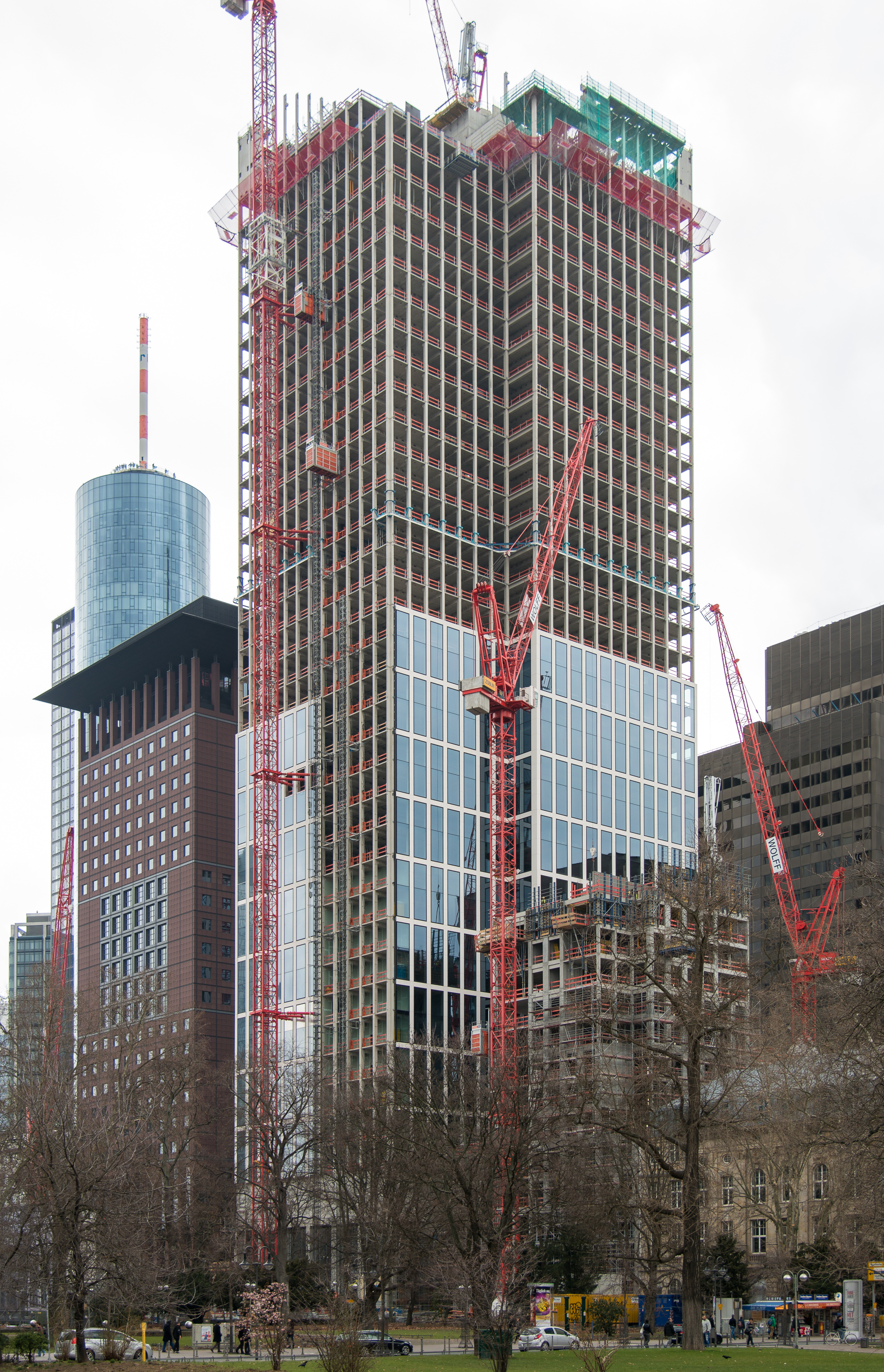
Las obras en marzo de 2013.
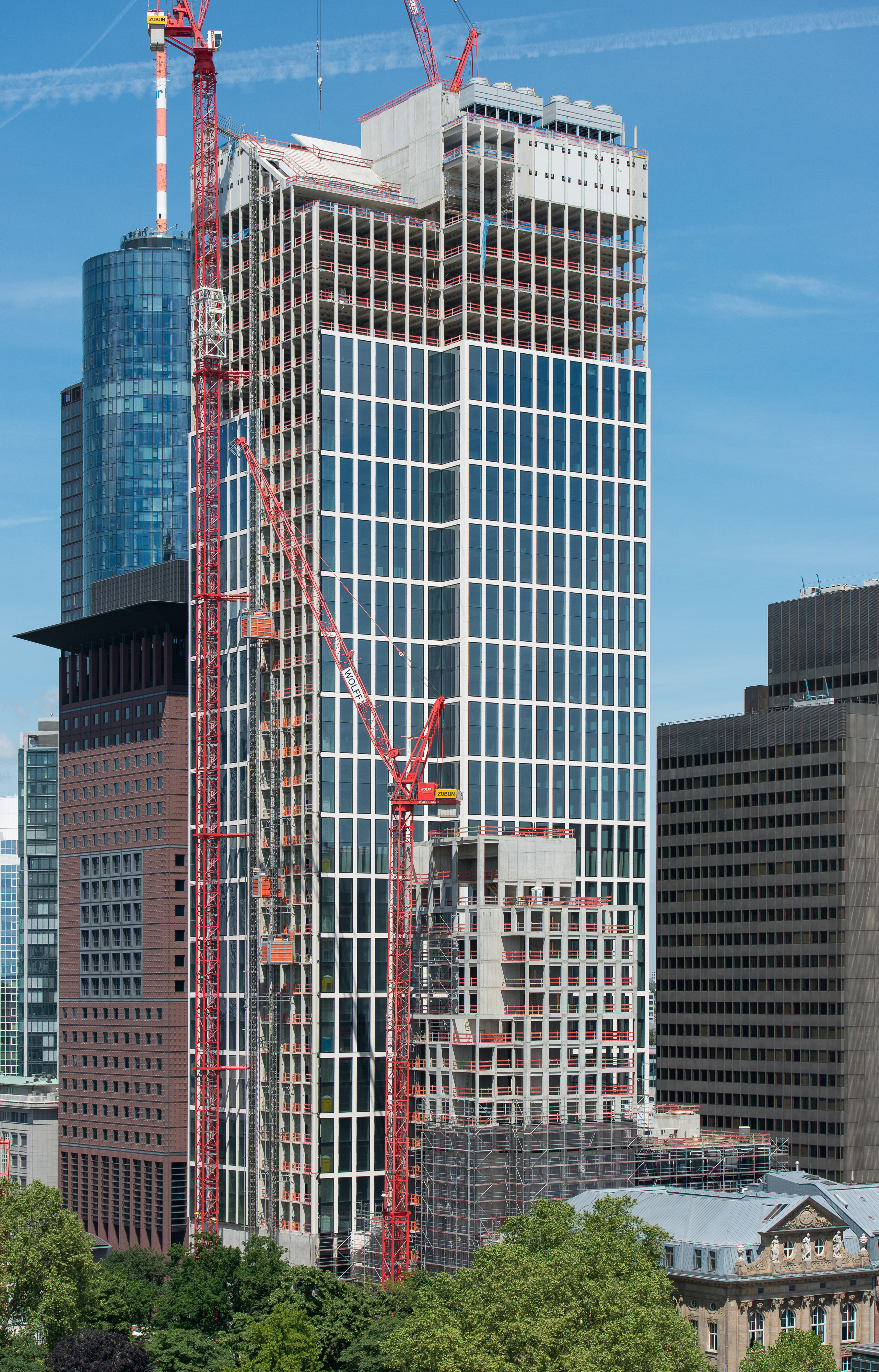
Las obras en junio de 2013.